# Jim Brown (Footballspieler)
James Nathaniel „Jim“ Brown (* 17. Februar 1936 auf St. Simons Island, Georgia; † 18. Mai 2023 in Los Angeles, Kalifornien) war ein US-amerikanischer American-Football-Spieler auf der Position des Runningback sowie Lacrossespieler und Schauspieler.

## Sportkarriere
Brown wuchs bei seiner Urgroßmutter auf und folgte seiner Mutter erst im Alter von neun Jahren nach New York. Er besuchte die Manhasset High School auf Long Island und erwarb in fünf Sportarten 13 Varsity Letters, was zu über vierzig Sportstipendienangeboten führte. Brown entschied sich, das Angebot der Syracuse University anzunehmen, die er von 1953 bis 1956 besuchte. Hier erfuhr der College-Football-Star erstmals bewusst Rassismus in den Vereinigten Staaten. Er begegnete diesem subtilen Rassismus mit sprödem Wesen, schnoddrigem Charakter und brutaler Aufrichtigkeit. Die Öffentlichkeit erlaubte ihm dies wegen seiner außerordentlichen Leistungen auf dem Grid Iron.
Brown spielte zwischen 1957 und 1966 in der US-Profiliga National Football League (NFL) bei den Cleveland Browns, die der Liga 1951 beigetreten waren und den professionellen Football in der All-America Football Conference (AAFC) 1946 durch die Verpflichtung zweier afroamerikanischer Spieler nach einem sogenannten Gentlemen’s Agreement zwischen 1933 und 1946 reintegriert hatten. Er gilt als einer der besten Spieler in der Geschichte des American Football, wurde 1957 Rookie of the Year und war neunmal für den Pro Bowl nominiert. Er ist in drei verschiedenen Ruhmeshallen vertreten: In der Pro Football Hall of Fame, College Football Hall of Fame und der National Lacrosse Hall of Fame. Brown ist Mitglied des National Football League 1960s All-Decade Teams und im Jahr 1994 wurde er auch Mitglied des National Football League 75th Anniversary All-Time Teams. 1963 wurde ihm der Bert Bell Award verliehen.

## Filmkarriere
Nach seiner aktiven Sportkarriere begann er eine zweite Karriere als Schauspieler. Hier trat er in einigen größeren Nebenrollen auf (etwa in Das dreckige Dutzend, 1967 und Eisstation Zebra, 1968) und erhielt sogar Ende der 1960er-Jahre ein paar Hauptrollen. Doch konnte er nie den großen Durchbruch schaffen. Nachdem er in den 1970er Jahren vor allem in B-Filmen und Blaxploitation-Produktionen zu sehen war, konnte er seit 1987 (Running Man mit Arnold Schwarzenegger) wieder Rollen in großen Hollywoodproduktionen bekommen.
In One Night in Miami, Regina Kings Leinwandadaption des gleichnamigen Bühnenstücks von Kemp Powers, wird Jim Brown von Aldis Hodge verkörpert.

## Privatleben und juristische Probleme
Im September 1959 heiratete Jim Brown seine erste Ehefrau Sue Jones, mit der er drei gemeinsame Kinder bekam, Zwillinge, die 1960 geboren wurden und einen 1962 auf die Welt gekommenen Sohn.
Im Jahr 1965 wurde Brown erstmals verhaftet, da er in seinem Hotelzimmer die 18-jährige Brenda Ayres misshandelt haben soll. Er wurde zwar von den Vorwürfen der Misshandlungen freigesprochen, doch musste er ein Jahr später, 1966, erfolgreich eine Vaterschaftsklage abwehren, die Ayres eingebracht hatte, indem sie behauptete, der Vater ihres gerade geborenen Kindes sei Brown.
1968 wurde Brown wegen Mordversuchs angeklagt, als das Model Eva Bohn-Chin schwer verletzt am Boden liegend im Stockwerk unterhalb von Browns Wohnung aufgefunden wurde. Brown wurde freigesprochen, da sich Bohn-Chin geweigert hatte, mit der Staatsanwaltschaft zu kooperieren, allerdings wurde er zu einer Geldstrafe von 300 Dollar verurteilt, da er bei der Beweisaufnahme am Tatort einen Polizisten angegriffen hatte.
Diese Eskapaden waren für Sue Brown zu viel. 1968 reichte sie die Scheidung ein, die 1972 rechtskräftig wurde.
Im Dezember 1973 verlobte sich Brown mit einer 18-jährigen Studentin, Diane Stanley; die Verlobung wurde nach nur vier Monaten, im April 1974, gelöst.
1975 wurde Brown zu einem Tag Gefängnis, zwei Jahren auf Bewährung und zur Zahlung von 500 Dollar Schmerzensgeld verurteilt, da er seinen Golfpartner Frank Snow bis zur Bewusstlosigkeit gewürgt hatte.
1985 wurde beabsichtigt, Anklage gegen Brown zu erheben, da er eine 33-jährige Frau vergewaltigt haben soll, das Verfahren wurde eingestellt. Ein Jahr später, 1986, war er mit einer Frau namens Debra Clark verlobt. Brown wurde kurzzeitig verhaftet, da er seine Verlobte tätlich angegriffen haben soll; Clark weigerte sich jedoch, Anklage zu erheben.
1997 heiratete er seine zweite Frau, Monique, mit der er zwei weitere Kinder bekam. Diese Ehe war ebenfalls von Gewalt geprägt, so wurde er im Jahr 1999 wegen Androhung von Gewalt verhaftet. Im selben Jahr kam es zur Anklage, da er in einem Wutanfall das Auto seiner Frau mit einer Schaufel beschädigt hatte. Jim Brown wurde zu einer dreijährigen Bewährungsstrafe, zur Zahlung von 1800 Dollar und zum Ableisten von 400 Stunden gemeinnütziger Arbeit verurteilt. Zusätzlich hätte er ein Jahr psychologische Beratung in Anspruch nehmen sollen, eine Bewährungsauflage, die er jedoch ablehnte. 2000 wurde er zu einer sechsmonatigen unbedingten Gefängnisstrafe verurteilt, die er im Jahr 2002 antrat. Wegen guter Führung wurde er bereits nach drei Monaten entlassen.
Brown starb am 18. Mai 2023 in seinem Zuhause im kalifornischen Los Angeles im Alter von 87 Jahren.

## Filmografie (Auswahl)
- 1964: Rio Conchos
- 1967: Das dreckige Dutzend (The Dirty Dozen)
- 1968: Katanga (The Mercenaries)
- 1968: Eisstation Zebra (Ice Station Zebra)
- 1968: Die ganz große Kasse (The Split)
- 1969: Aufstand der Verdammten (Riot)
- 1969: 100 Gewehre (100 Rifles)
- 1970: …tick… tick… tick…
- 1970: El Condor
- 1972: Slaughter
- 1973: Der Sohn des Mandingo (Slaughter’s Big Rip-Off)
- 1973: Meuterei auf der Teufelsinsel (I Escaped from Devil’s Island)
- 1975: Einen vor den Latz geknallt (La parola di un fuorilegge… è legge!)
- 1976: Tödliche Rache (Kid Vengeance)
- 1987: Running Man (The Running Man)
- 1988: Ghettobusters (I’m Gonna Git You Sucka)
- 1996: Mars Attacks!
- 1998: Spiel des Lebens (He Got Game)
- 1998: Small Soldiers (Sprechrolle)
- 1999: An jedem verdammten Sonntag (Any Given Sunday)
- 2005: Animal – Gewalt hat einen Namen (Berwell)
- 2014: Draft Day